# 杯四瓣虫
杯四瓣虫（学名：Tetrapentalon calycina）为星球虫科四瓣虫属的动物。在中国，分布于西沙群岛等。